# Persicaria pseudolapathum
Persicaria pseudolapathum är en slideväxtart som först beskrevs av Philipp Johann Ferdinand Schur, och fick sitt nu gällande namn av D.H. Kent. Persicaria pseudolapathum ingår i släktet pilörter, och familjen slideväxter. Inga underarter finns listade i Catalogue of Life.